# 小迪杜希奇
49°8′43″N 24°1′24″E / 49.14528°N 24.02333°E
小迪杜希奇（烏克蘭語：Малі Дідушичі），是烏克蘭的村庄，位於該國西部利沃夫州，由斯特雷區斯特雷市鎮負責管轄，始建於1682年，面積11.62平方公里，海拔高度314米，2001年該城鎮人口862。